# Амбре-Бобаомби
Амбре-Бобаомби —  вулкан в провинции  Анциранана, в Малагасийской республике.
Амбре-Бобаомби —  вулканическое поле. Наивысшая точка — 1475 метров. Находится к югу от города Анциранана, в национальном парке Монтань де Амбре.
Вулканическое поле Амбре-Бобаомби возникло на более ранней платформе, которая возникла в миоцене. Уже в тот период вулканическая активность создала базальтовые отложения, которые возникли в результате пирокластических потоков. Третичный и четвертичный период представлен широким спектром магматических пород: андезиты, риолиты, трахиты, фонолиты и другие. В южной части вулканического поля присутствуют кратеры, конусы. В остальной части данной местности ландшафт очень разнообразен, довольно много озёр, водопадов.
Вулканическое поле покрыты разрозненными лесными массивами, в результате этого данный район Мадагаскара является одним из самых влажных мест на острове. В предгорьях вулканического массива выпадает до 3500 мм. осадков в год.